# Volta a Cataluña 1961
La Volta a Cataluña 1961 fue la 41.ª edición de la Volta a Cataluña. Se disputó en 9 etapas del 17 al 24 de septiembre de 1961 con un total de 1.282 km. El vencedor final fue el francés Henri Duez del equipo Peugeot-BP por delante de los españoles Jorge Nicolau del equipo Kas y Juan Manuel Menéndez del equipo Ferrys.
La tercera y séptima etapa estaban divididas en dos sectores. Hubo dos contrarrelojes individuales; una por equipos en el segundo sector de la tercera etapa y la otra en el primer sector de la séptima. Se celebraron los 50 años desde la primera edición y se homenajeó a Sebastián Masdeu, el primer vencedor.

## Etapas
| Etapa | Fecha            | Ciudades de etapa                | km    | Vencedor de la etapa    | Líder de la general   |
| ----- | ---------------- | -------------------------------- | ----- | ----------------------- | --------------------- |
| 1.ª   | 17 de septiembre | Circuito de Montjuïc (Barcelona) | 39,0  | Juan María Uribezubia   | Juan María Uribezubia |
| 2.ª   | 17 de septiembre | Barcelona – Palafrugell          | 122,0 | Emilio Cruz             | Emilio Cruz           |
| 3.ª A | 18 de septiembre | Palafrugell - Figueras           | 114,0 | Emmanuel Busto          | Emmanuel Busto        |
| 3.ª B | 18 de septiembre | Figueras - Gerona (CRE)          | 35,0  | Faema                   | Salvador Rosa         |
| 4.ª   | 19 de septiembre | Gerona - Puigcerdá               | 164,0 | Antonio Karmany         | Emmanuel Busto        |
| 5.ª   | 20 de septiembre | Puigcerdá - Lérida               | 166,0 | Henri Duez              | Emmanuel Busto        |
| 6.ª   | 21 de septiembre | Lérida - Tortosa                 | 210,0 | Jaime Alomar            | Jorge Nicolau         |
| 7.ª A | 22 de septiembre | Tortosa - Amposta (CRI)          | 60,0  | José Martín Colmenarejo | Henri Duez            |
| 7.ª B | 22 de septiembre | Amposta - Tarragona              | 82,0  | José Segú               | Henri Duez            |
| 8.ª   | 23 de septiembre | Tarragona - Manresa              | 135,0 | Julio San Emeterio      | Henri Duez            |
| 9.ª   | 24 de septiembre | Manresa - Barcelona              | 155,0 | Ventura Díaz            | Henri Duez            |

### 1.ª etapa[1]
17-09-1961: Circuito de Montjuïc (Barcelona), 39,0:
|   | Ciclista              | Equipo         | Tiempo  |
| - | --------------------- | -------------- | ------- |
| 1 | Juan María Uribezubia | Funcor-Munguia | 57' 22" |
| 2 | Aniceto Utset         | Catigene       | m. t.   |
| 3 | Ramón Seco            | Faema          | m. t.   |

|   | Ciclista              | Equip          | Temps   |
| - | --------------------- | -------------- | ------- |
| 1 | Juan María Uribezubia | Funcor-Munguia | 56' 22" |
| 2 | Aniceto Utset         | Catigene       | + 30"   |
| 3 | Ramón Seco            | Faema          | + 60"   |

### 2.ª etapa
17-09-1961: Barcelona – Palafrugell, 122,0 km.:
|   | Ciclista                 | Equipo   | Tiempo     |
| - | ------------------------ | -------- | ---------- |
| 1 | Emilio Cruz              | Ferrys   | 3h 27' 16" |
| 2 | Ángel Rodríguez          | Catigene | + 01"      |
| 3 | José Manuel López Tierra | Catigene | + 03"      |

|   | Ciclista                 | Equipo   | Tiempo     |
| - | ------------------------ | -------- | ---------- |
| 1 | Emilio Cruz              | Ferrys   | 4h 23' 42" |
| 2 | Ángel Rodríguez          | Catigene | + 31"      |
| 3 | José Manuel López Tierra | Catigene | + 1' 03"   |

### 3.ª etapa[2]
18-09-1961: (3º Palafrugell - Figueras 114 km) y (3B Figueras - Gerona 35 km CRE):
|   | Corredor             | Equipo     | Tiempo     |
| - | -------------------- | ---------- | ---------- |
| 1 | Emmanuel Busto       | Peugeot-BP | 3h 04' 38" |
| 2 | Salvador Rosa        | Faema      | m. t.      |
| 3 | Juan Manuel Menéndez | Ferrys     | + 01"      |

|   | Equipo     | Tiempo     |
| - | ---------- | ---------- |
| 1 | Faema      | 2h 40' 09" |
| 2 | Kas        | + 5' 45"   |
| 3 | Peugeot-BP | + 5' 51"   |

|   | Ciclista             | Equipo     | Tiempo     |
| - | -------------------- | ---------- | ---------- |
| 1 | Salvador Rosa        | Faema      | 3h 59' 41" |
| 2 | Juan Manuel Menéndez | Ferrys     | + 21"      |
| 3 | Emmanuel Busto       | Peugeot-BP | + 27"      |

|   | Ciclista             | Equipo     | Tiempo     |
| - | -------------------- | ---------- | ---------- |
| 1 | Salvador Rosa        | Faema      | 8h 26' 28" |
| 2 | Emmanuel Busto       | Peugeot-BP | + 46"      |
| 3 | Juan Manuel Menéndez | Ferrys     | + 51"      |

### 4.ª etapa
19-09-1961: Gerona - Puigcerdá, 164,0 km.:
|   | Corredor           | Equipo | Tiempo     |
| - | ------------------ | ------ | ---------- |
| 1 | Antonio Karmany    | Kas    | 4h 38' 41" |
| 2 | José Pérez-Francés | Ferrys | m. t.      |
| 3 | Salvador Botella   | Faema  | m. t.      |

|   | Ciclista             | Equipo     | Tiempo      |
| - | -------------------- | ---------- | ----------- |
| 1 | Emmanuel Busto       | Peugeot-BP | 13h 07' 25" |
| 2 | Salvador Rosa        | Faema      | + 1' 15"    |
| 3 | Juan Manuel Menéndez | Ferrys     | + 1' 31"    |

### 5.ª etapa[3]
20-09-1961: Puigcerdá - Lérida, 166,0 km.:
|   | Ciclista     | Equipo     | Tiempo     |
| - | ------------ | ---------- | ---------- |
| 1 | Henri Duez   | Peugeot-BP | 4h 05' 30" |
| 2 | Jaime Alomar | Peugeot-BP | + 43"      |
| 3 | Ramón Seco   | Faema      | m. t.      |

|   | Ciclista             | Equipo     | Tiempo      |
| - | -------------------- | ---------- | ----------- |
| 1 | Emmanuel Busto       | Peugeot-BP | 17h 14' 41" |
| 2 | Juan Manuel Menéndez | Ferrys     | + 28"       |
| 3 | Salvador Rosa        | Faema      | + 1' 21"    |

### 6.ª etapa[4]
21-09-1961: Lérida - Tortosa, 210,0 km.:
|   | Ciclista      | Equipo     | Tiempo     |
| - | ------------- | ---------- | ---------- |
| 1 | Jaime Alomar  | Peugeot-BP | 5h 41' 38" |
| 2 | José Segú     | Kas        | m. t.      |
| 3 | Juan Campillo | Kas        | m. t.      |

|   | Ciclista       | Equipo     | Tiempo      |
| - | -------------- | ---------- | ----------- |
| 1 | Jorge Nicolau  | Kas        | 23h 02' 06" |
| 2 | Emmanuel Busto | Peugeot-BP | + 45"       |
| 3 | Henri Duez     | Peugeot-BP | + 55"       |

### 7.ª etapa[5]
21-09-1961: (7A Tortosa - Amposta 60 km CRI) y (7B Amposta - Tarragona 82 km):
|   | Ciclista           | Equipo     | Tiempo     |
| - | ------------------ | ---------- | ---------- |
| 1 | Martín Colmenarejo | Faema      | 1h 30' 09" |
| 2 | José Pérez-Francés | Ferrys     | + 17"      |
| 3 | Henri Duez         | Peugeot-BP |            |

|   | Equipo      | Tiempo         |            |
| - | ----------- | -------------- | ---------- |
| 1 | José Segú   | Kas            | 2h 38' 08" |
| 2 | Jesús Davoz | Funcor-Munguia | m. t.      |
| 3 | André Bar   | Peugeot-BP     | m. t.      |

|   | Ciclista           | Equipo     | Tiempo     |
| - | ------------------ | ---------- | ---------- |
| 1 | Martín Colmenarejo | Faema      | 3h 47' 17" |
| 2 | José Pérez-Francés | Ferrys     | + 17"      |
| 3 | Henri Duez         | Peugeot-BP | + 41"      |

|   | Ciclista             | Equipo     | Tiempo      |
| - | -------------------- | ---------- | ----------- |
| 1 | Henri Duez           | Peugeot-BP | 26h 46' 59" |
| 2 | Jorge Nicolau        | Kas        | + 1' 17"    |
| 3 | Juan Manuel Menéndez | Ferrys     | + 3' 00"    |

### 8.ª etapa[6]
23-09-1961: Tarragona - Manresa, 135,0 km.:
|   | Ciclista            | Equipo   | Tiempo     |
| - | ------------------- | -------- | ---------- |
| 1 | Julio San Emeterio  | Ferrys   | 3h 35' 32" |
| 2 | Fernando Manzaneque | Licor 43 | + 02"      |
| 3 | Ramón Seco          | Faema    | m. t.      |

|   | Ciclista             | Equipo     | Tiempo      |
| - | -------------------- | ---------- | ----------- |
| 1 | Henri Duez           | Peugeot-BP | 30h 34' 37" |
| 2 | Jordi Nicolau Morlà  | Kas        | + 1' 17"    |
| 3 | Juan Manuel Menéndez | Ferrys     | + 3' 02"    |

### 9.ª etapa[7]
24-09-1961: Manresa - Barcelona, 155,0 km.:
|   | Ciclista         | Equipo              | Tiempo     |
| - | ---------------- | ------------------- | ---------- |
| 1 | Ventura Díaz     | Ferrys              | 4h 32' 18" |
| 2 | José García Coma | C.C. Barcelonès-EMI | m. t.      |
| 3 | Antonio Suárez   | Faema               | + 22"      |

|   | Ciclista             | Equipo     | Tiempo      |
| - | -------------------- | ---------- | ----------- |
| 1 | Henri Duez           | Peugeot-BP | 34h 56' 57" |
| 2 | Jorge Nicolau        | Kas        | + 1' 17"    |
| 3 | Juan Manuel Menéndez | Ferrys     | + 3' 02"    |

## Clasificación General
|    | Ciclista             | Equipo     | Tiempo      |
| -- | -------------------- | ---------- | ----------- |
|    | Henri Duez           | Peugeot-BP | 34h 56' 57" |
| 2  | Jorge Nicolau        | Kas        | + 1' 17"    |
| 3  | Juan Manuel Menéndez | Ferrys     | + 3' 02"    |
| 4  | Miguel Pacheco       | Licor 43   | + 6' 29"    |
| 5  | José Pérez-Francés   | Ferrys     | + 7' 49"    |
| 6  | Ángel Rodríguez      | Catigene   | + 9' 03"    |
| 7  | Fernando Manzaneque  | Licor 43   | + 9' 15"    |
| 8  | Antonio Karmany      | Kas        | + 9' 36"    |
| 9  | José Segú            | Kas        | + 9' 54"    |
| 10 | Salvador Rosa        | Faema      | + 10' 25"   |

## Clasificaciones secundarias
|   | Ciclista           | Equipo   | Puntos    |
| - | ------------------ | -------- | --------- |
| 1 | José Segú          | Kas      | 25 puntos |
| 2 | Aniceto Utset      | Catigene | 17 puntos |
| 3 | José Pérez-Francés | Ferrys   | 16 puntos |

|   | Ciclista       | Equipo   | Puntos    |
| - | -------------- | -------- | --------- |
| 1 | José Segú      | Kas      | 17 puntos |
| 2 | Vicente Iturat | Catigene | 16 puntos |
| 3 | Juan Campillo  | Kas      | 16 puntos |

|   | Ciclista           | Equipo     | Puntos   |
| - | ------------------ | ---------- | -------- |
| 1 | Jaime Alomar       | Peugeot-BP | 5 puntos |
| 2 | Henri Duez         | Peugeot-BP | 4 puntos |
| 3 | José Pérez-Francés | Ferrys     | 4 puntos |

|   | Equipo   | Nacionalidad | Tiempo       |
| - | -------- | ------------ | ------------ |
| 1 | Kas      | España       | 105h 11' 38" |
| 2 | Ferrys   | España       | + 2' 10"     |
| 3 | Licor 43 | España       | + 5' 41"     |